# Salto cuántico
En física, un salto cuántico es un cambio brusco del estado físico de un sistema cuántico de forma prácticamente instantánea. El nombre se aplica a diversas situaciones. La expresión salto se refiere a que el fenómeno cuántico contradice abiertamente el principio filosófico repetido por Newton y Leibniz de que Natura non facit saltus ('La naturaleza no procede a saltos').

## Electrones en un átomo
Frecuentemente se aplica el término salto cuántico al cambio de estado de un electrón, que pasa de un nivel de energía menor a otro mayor (estado excitado), dentro de un átomo mediante la emisión o absorción de un fotón. Dicho cambio es discontinuo y no está regido por la ecuación de Schrödinger: el electrón salta de un nivel menor a otro de mayor energía de modo prácticamente instantáneo. A este tipo de saltos cuánticos usualmente se los denomina transiciones electrónicas.
Los saltos cuánticos son causa de emisión de radiación electromagnética, incluyendo la luz, que ocurren en unidades cuantizadas llamadas fotones.

## Colapso del estado cuántico
Esporádicamente se aplica el término a la evolución aleatoria y no determinista que sufre un sistema cuántico al realizar una medida sobre él. Las dificultades teóricas de cómo sucede este colapso se conocen como problema de la medida.
La expresión «salto cuántico» alude a la constatación de que aparentemente la naturaleza viola el «principio» informal enunciado por Newton de que natura non facit saltus ('la naturaleza no produce saltos (o discontinuidades)